# Smoutina
Smoutina es un género de foraminífero bentónico de la subfamilia Rotaliinae, de la familia Rotaliidae, de la superfamilia Rotalioidea, del suborden Rotaliina y del orden Rotaliida. Su especie tipo es Smoutina cruysi. Su rango cronoestratigráfico abarca desde el Maastrichtiense (Cretácico superior) hasta el Luteciense (Eoceno medio).

## Clasificación
Smoutina incluye a las siguientes especies:
- Smoutina corpuscula †
- Smoutina cruysi †